# Proyección acimutal

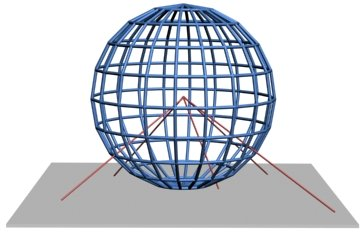
Proyección acimutal gnomónica.

La proyección acimutal o proyección cenital es la que se consigue proyectar una porción de la Tierra sobre un plano tangente a la esfera en un punto seleccionado, obteniéndose la visión que se lograría ya sea desde el centro de la Tierra o desde un punto del espacio exterior.
Se obtienen mediante el reflejo de la red de meridianos y paralelos sobre un plano tangente a la Tierra, desde un determinado foco de luz. Si la proyección es desde el centro de la tierra se llama proyección gnomónica; si la proyección es desde el espacio exterior se llama ortográfica. Estas proyecciones ofrecen una mayor distorsión cuanto mayor sea la distancia desde el punto proyectado en el plano tangente hasta el punto tangencial de la esfera.
La proyección acimutal es una proyección geográfica que se caracteriza por tener simetría radial alrededor del punto central. Solo consideramos tres casos naturales en que el foco de luz esté muy lejos, en el «infinito», que el foco de luz se sitúe en los antípodas y que el foco de luz se sitúe en el centro de la Tierra. Además, hay proyecciones matemáticas y geográficas que ofrecen mayor distorsión en el plano.
Se usa para representar los polos sin deformación, porque esta aumenta en el Ecuador.
Según las características se tendrá:
- Proyección ortográfica
- Proyección estereográfica
- Proyección gnomónica
- Proyección azimutal de Lambert
- Proyección azimutal equidistante